# Chile na Letnich Igrzyskach Olimpijskich 2004
Chile na Letnich Igrzyskach Olimpijskich 2004 reprezentowało 22 zawodników (16 mężczyzn i 6 kobiet).
| Medal | Zawodnik                         | Dyscyplina | Konkurencja             |
| ----- | -------------------------------- | ---------- | ----------------------- |
|       | Nicolás Massú                    | Tenis      | Gra pojedyncza mężczyzn |
|       | Fernando González, Nicolás Massú | Tenis      | Gra podwójna mężczyzn   |
|       | Fernando González                | Tenis      | Gra pojedyncza mężczyzn |